# Аптекарский сад Челси

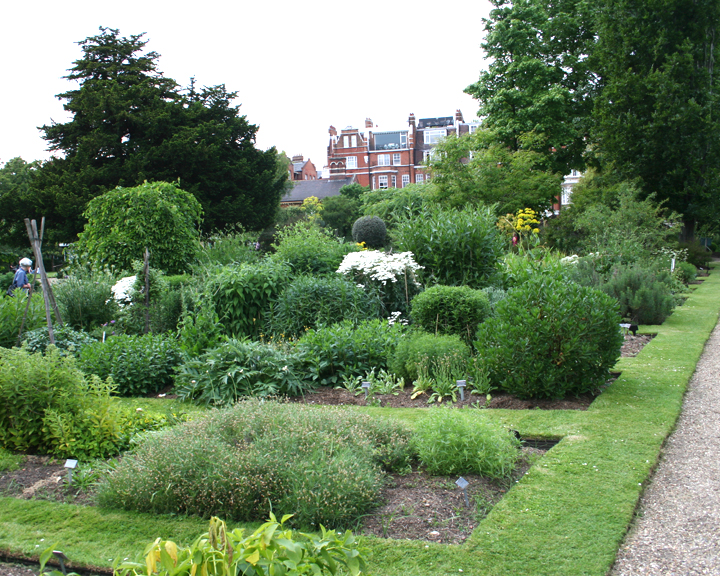
Сад летом 2006 года

Апте́карский сад Че́лси (англ. Chelsea Physic Garden) был основан в лондонском Челси под названием «Сад аптекарей» в 1673 году. Это второй старейший ботанический сад Великобритании после Ботанического сада Оксфордского университета, который был основан в 1621 году.
Альпинарий сада Челси — старейший в Англии. В саду растёт крупнейшее оливковое дерево Британии, которое защищено высокими кирпичными стенами сада, удерживающими тепло, а также грейпфрутовое дерево — самое северное в мире, растущее на открытом воздухе.
В 1983 году сад был зарегистрирован как некоммерческая организация и впервые открыт для широкой публики. Сад состоит в членстве общества Музеев здоровья и медицины Лондона.

## История
Почтенное общество аптекарей первоначально создавало аптекарский сад на арендованном участке давно существовавшего здесь сада Сера Джона Данверса. Этот дом, называемый Домом Данверса, соседствовал с когда-то стоявшим здесь домом сэра Томаса Мора. Дом Данверса был снесён в 1696 году, чтобы освободить место для строительства Данверс-стрит.

В 1713 году доктор Ганс Слоан приобрел у Чарльза Чейна прилегающую усадьбу Челси площадью около 1,6 га. Он сдал её в аренду в 1722 году Обществу аптекарей за 5 фунтов стерлингов в год на неограниченный срок, требуя только того, чтобы Сад снабжал Лондонское королевское общество, главой которого он являлся, 50 образцами гербария в год до тех пор, пока общее количество экземпляров не достигнет двух тысяч. 

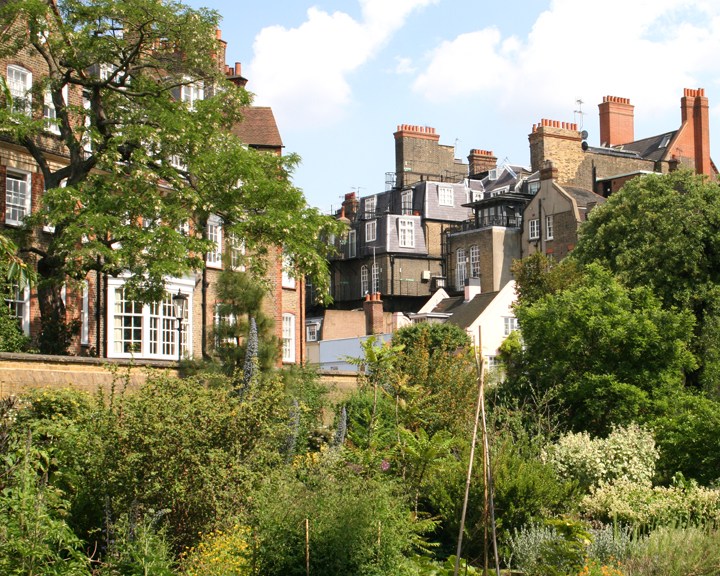

Это послужило началом золотого века Аптекарского сада Челси под руководством Филипа Миллера с 1722 по 1770 годы, когда он стал самым богато заполненным ботаническим садом мира. Программа по обмену семенами началась с визита в 1682 году Профессора Германа, голландского ботаника, сотрудничавшего с садом Хортус Ботаникус в Лейдене, и продолжается по сей день. Наиболее заметными результатами данной программы стало появление плантаций хлопка в штате Джорджия, США и распространение по всему миру мадагаскарского катарантуса.
Исаак Ранд, член и ровесник Лондонского королевского общества, опубликовал сжатый каталог Сада в 1730 году, который назывался Index plantarum officinalium, quas ad materiae medicae scientiam promovendam, in horto Chelseiano. Книга A Curious Herbal («Странные травы») автора Элизабет Блеквелл, вышедшая в 1737—1739 годах, была частично иллюстрирована с помощью образцов, взятых в Аптекарском саду Челси.
Части территории сада были использованы для развития города — на северном берегу реки Темза в 1874 году была построена набережная Челси Эмбанкмент, часть сада была использована для расширения территории Военного госпиталя. Сейчас в распоряжении сада остался лишь участок площадью 1,4 га в самом центре Лондона.

## Комментарии
1. ↑  Слово ‘Physic’ в английском варианте названия означает «наука исцеления».